# Kaktuszfélék
A kaktuszfélék (Cactaceae) családja mintegy 2000 fajt foglal magába. Fajai Amerika trópusi, szubtrópusi sivatagos vagy száraz hegyvidéki területről származnak. Pozsgás (törzsszukkulens) növények. A magkezdemény és a mag szerveződése, valamint a betalain vegyületek előfordulása alapján a Phytolaccaceae családdal állnak közelebbi rokonságban.

## Megismerésük
Az indiánok már legalább 9000 éve eszik a fügekaktuszok termését (tuna, kaktuszfüge, indián füge). Az Amerikában járt első utazók nem sokat foglalkoztak a kaktuszfélékkel; a történelem előtti idők növényóriásainak maradványának tekintették őket. Miután a szerzetesek eltanulták a bennszülöttektől, hogyan tehetik fogyaszthatóvá a kaktuszfügét, a XVI. század végén már európai kolostorkertekben is termesztették; a gyümölcs levét festésre is használták. A tunának Matthiolus olasz botanikus adott nevet: 1655-ben megjelent füvészkönyvében ő említi először Opuntia néven.

## Kialakulásuk
Feltevések szerint a kaktuszok ősei lombleveles, tövises cserjék voltak. Erre a valószínűsíthető ősi alapra a Peireskia nemzetség pozsgás levelű, tövises cserjéi hasonlítanak a leginkább. Ezek magháza ma is felső állású, virágjaik pedig szabad szirmúak, mint amilyenek az ősi fajoké lehetett.
Mivel egy ősi nemzetségük (Rhipsalis) tagjai Afrikában és Indiában is őshonosak, valószínűsíthető, hogy kialakulásuk mintegy 100–120 millió éve kezdődhetett el, amikor ezek a kontinensek még összefüggtek. Ezt támasztja alá az a tény is, hogy szervezetük felépítésben több, az ősi fenyőfélékkel rokon elemet is találhatunk (spirálos testfelépítés, szklerenchima-váz). Az afrikai és ázsiai rhipsalisok nem szukkulensek, ezért valószínűsíthető, hogy sok szempontból hasonlíthatnak a kaktuszok őseire. Feltételezhetjük, hogy az „őskaktusz” szubtrópusi éghajlat lakója volt, csupán a geomorfológiai tagoltság eredményeképp alakíthatott ki pozsgás életformát – Afrikában az éghajlatváltozás hatására nem a rhipsalisok, hanem a kutyatejfélék (Euphorbiacae) váltak törzsszukkulensekké.
A törzsszukkulens kaktuszok kialakulása feltehetőleg mintegy 60–70 millió éve kezdődött el, amikor Amerika nyugati partvidékén felgyűrődtek a Kordillerák hegyláncai, és elfogták az esőt a belső felföldek elől. Az így kialakuló nagy félsivatagokon a növényfajok egy része kipusztult, mások pedig alkalmazkodtak a körülmények változásához. Ahogy már a pozsgás levelek felülete is túl nagy volt, túl sok vizet párologtatott el, a kaktuszok valamennyi élettevékenységüket a törzsbe helyezték át, abba épültek be zöld színtesteik is. Leveleiktől megszabadultak: bár egyes fajok fiatal hajtásaikon még pozsgás, fenyőtűszerű levélkéket növesztenek, ezek az első szárazabb időszakban leszáradnak, és nem nőnek ki újra. A víztárolás szerepét is a szár vette át: ez alakult pozsgássá.

## Elterjedésük
Amerika hatalmas kontinens, a kaktuszok így a legkülönbözőbb éghajlatú területeken élnek. Vegetációjuk északi határa az északi szélesség 48–50° tájékán van (lásd: a Télálló kaktuszok c. cikket), igazi hazájuk azonban csak az USA délnyugati államaiban kezdődik.
Arizona, Új-Mexikó, Texas és Kalifornia éghajlata sivatagi, félsivatagi. Itt a tömegesen előforduló fügekaktusz-félék mellett Echinocereusok, Escobariák, valamint néhány Mammillaria, Coryphantha faj és a saguaro (Carnegia gigantea) él. Ehhez a zónához csatlakozik délről a Mexikói-magasföld, ahol a kaktuszoknak igen sok faja egyenként is nagy egyedszámmal fordul elő. E hegyes, vulkanikus területen él a Mammillaria és a Coryphantha nemzetségek zöme. Mexikó északi államai: Sonora, Chihuahua, Sinaloa, Coahuila és Durango területének nagy része száraz sivatag, míg Közép-Mexikó: Zacatecas, San Luis Potosí és Tamaulipas államok klímája átmeneti. Az USA déli államaiban és Mexikóban számos közkedvelt, de nehezen nevelhető és nehezen tartható kaktusz él: Lophophora, Pelechyphora (Encephalocarpus), Astrophytum, Ariocarpus, Turbinicarpus stb. Mexikó Közép-Amerikával határos részeinek klímája meleg, trópusi: ez a Rhipsalis, Epiphyllum, Peireskia fajok és egyes cereoid nemzetségek hazája. Közép-Amerika az ún. „szárazföldi hídból” és a szigetvilágból (Antillák-Bahama) áll. A trópusi övbe esik, de függőleges tagoltsága miatt klímája változatos. Ezeken a tengerparti területeken egészen Kolumbiáig és Venezueláig főleg Melocactus fajok tenyésznek.
Brazíliában főleg a délkeleten hegyekkel határolt fennsíkok óriási füves mezőin nőnek kaktuszok. Az ország meleg, nedves részein, a trópusi higrofil körülmények között sok az erdei, fán lakó kaktuszfaj (Epiphyllum, Epiphyllopsis, Erythrorhipsalis, Rhipsalis). Észak-Brazíliában Arrojadoa, délen Brazilicactus, Eriocactus, Echilopsis fajok élnek. Dél-Amerikában a kaktuszok másik hatalmas hazája Argentína. A klímaviszonyok ott is eltérőek. Az argentínai élőhelyekről (La Quiaca, Jujuy, Huamahuaca, Salta, Tucuman, Catamarca, Andalgalá, San Louis, Cordoba, Mendoza, Cabo Raso stb.) sok adatunk van. Nemcsak Argentínában, de az Andok nyugati oldalán, a Csendes-óceán partvidékén (Chilében és Peruban) is sok a kaktusz. Több jellegzetes faj, illetve nemzetség csak itt fordul elő. Ezen a területen sivatagi, sőt „hűvös sivatagi” az éghajlat. Tipikusan perui nemzetségek az Arequipa, Azureocereus, Gymnocereus, Eulychnia, Espostoa, Haageocereus, Matucana, Horridocactus. Chilében élők: Neochilenia, Horridocactus, Neoporteria, Eriosyce, Islaya, Copiapoa. Sok kaktuszfaj honos Bolíviában is. Különösen sok kaktusz él a Kordillerák két vonulata közötti Bolíviai-magasföldön, az Altiplanón, amelynek kaktusz-vegetációja Észak-Argentínáéhoz hasonlít: Lobivia, Mediolobivia, Rebutia (Aylostera), Cleistocactus, Gymnocalycium fajok élnek itt. Több országban (Uruguay, Brazília, Argentína, stb.) is elterjedt gyűjtőnemzetség (amely ma már tartalmazza a Notocactus nemzetséget is) a Parodia. Dél-Amerikától távolabb, a Csendes-óceánban fekvő Galápagos-szigetek flórája és faunája is sajátságos: itt is egyaránt élnek füge- és oszlopkaktuszok.

## Élőhelyük
A kaktuszok többsége (pl. a fán lakók vagy egyes, kimondottan meszes sziklákon honos fajok kivételével) a kissé savanyú, nem túl meszes, de mindenképp jó vízáteresztő talajt kedveli. Tőzegbe főleg a fán lakó fajokat célszerű ültetni. A több hónapos nyugalmi időszakban (ez általában a tél) vizet egyáltalán nem igényelnek.
A kaktuszokat nemcsak rovarok porozhatják be, de egyes fajokat madarak, másokat pedig denevérek.

## Károsítóik
A kaktuszok állati kártevői többen vannak, de a gombák veszélyesebbek.
Állati kártevők:
- takácsatka („vöröspók”)
- tripszek
- gyökértetű
- pajzstetű
- levéltetű
- bíbortetű
- vándorpajzstetű (gyapjastetű)
- gyökérfonálféreg

Gombabetegségek:
- botritisz (Botrytis cinerea)
- fitoftórák (Phytophtora omnivora, Ph. parasitica stb. – valójában gombaszerű sárgásmoszatok, a párhuzamos evolúció termékei)
- fuzárium (Fusarium oxysporium f. opuntiarum)

## Felépítésük
Alakjuk változatos: száruk oszlop, henger, gömb vagy korong alakú is lehet; gyakran párnákat alkotva növekednek.

### Gyökér
Gyökerük specifikus termőhelyük igényei szerint szinte fajonként más és:
- karógyökerük a sziklás vidékeken vagy agyagos talajon élő fajoknak van, valamint azoknak, amelyek alig nőnek ki a talajból, mert „igyekeznek” beleolvadni környezetükbe (mimikri növények) – ezek kis szárában (hajtásában) csak kevés víznek jut hely, ezért a folyadék egy részét gyökerükben tartalékolják (pl. Lophophora);
- közvetlenül a föld felszíne alatt terül szét a homokos – például part menti – területeken vagy félsivatagokban élő kaktuszok gyökere, így ezek a gyors záporok vizét is képesek hasznosítani;
- az epifita és kúszó kaktuszok rendes gyökereik mellett még léggyökereket, kapaszkodógyökereket is növesztenek;
- mélyre is nyúló, erős gyökerei vannak az oszlopos kaktuszoknak, hogy jól rögzítsék őket.
- léteznek gyengén szukkulens hajtású kaktuszok, melyek a földben erőteljes gumót fejlesztenek (pl. Peniocereus)

### Száruk
A párologtatás csökkentésére bőrszövetük (az epidermisz) erősen megvastagodott. A párologtatást légzőnyílásaik, a kis mélyedésekben elhelyezkedő (sztómák) nyitásával, illetve zárásával szabályozzák. Néhány fajt még para- vagy nemezes bevonat (bőrszöveti szőrök) vagy hamvas (kékes) viaszbevonat is védi a tűző naptól.
A kaktuszok szárában (a kladodiumban) tulajdonképpen sok a víztároló sejt. A fotoszintézist mindenekelőtt a hajtástengely külső kéregrésze (cortex) végzi, a tengely központi részébe eső szövetek raktároznak és szilárdítanak. A sejtek víztartóképességét nyálkaanyagok növelik.
A párologtató felületet nemcsak oszlop-, de különösen gömb alakjukkal csökkentik. Sokak számára a kaktusz valami „gömbölyűt és tövisest” jelent, valójában ez gyakran csak a növények fiatalkori alakjára igaz. Alakjuk szerint megkülönböztetünk:
- oszlopos,
- elágazó oszlopos,
- cserje,
- gömb,
- lapított gömb,
- kúszó és
- epifiton (fán lakó)

kaktuszokat.

### Leveleik, töviseik
Levele minden kaktusznak van (a Cactoideae alcsalád fajai esetében csupán hajtáscsúcsi néhány mm-es kezdeményekként jelennek meg), azonban a fajok többségének is csak a növény éves fejlődési időszakában maradnak meg hosszabb-rövidebb ideig – ezek később, a szárazabb időszakban lehullanak. Csupán a legősibbnek tartott Pereskioideae alcsaládban fejlődnek a növényeken széles lomblevelek.
Természetesen nem szabad elfeledkeznünk a sűrű tövisekről és egyes fajoknál az areola (tövisrügypárna) szőrökről sem, amelyek árnyékolják, védik a növényeket. Levéllemezük többnyire erősen redukált; levélalapjaik levélpárnákká (podariummá) alakultak, és bordaszerű sorokba rendeződnek; ezeken fejlődnek a tövisekké vagy szőrökké módosult levélkezdemények. Az oldalhajtások helyett gyakran rügyszemölcseik vannak (a rügyszemölcs avagy areola a kaktusz testén hónaljrügyek módosulásával keletkezett kiemelkedés, amelynek csúcsán serteszerű szőrpamacs nő). Mivel a klorofillt tartalmazó zöld színtestek a bőrszövet alatti asszimiláló szövetben helyezkednek el, a kaktuszok idősebb korukban is zöldek maradnak.
Az areolákon nőnek a tövisek. A tövis a törzsfejlődés során elveszített levél levélalapi módosulata (másodlagos levél), vagy olyan, levélalapi képződmény, amelynek felülete a lehető legkisebb. A levéltől az asszimiláló (fotoszintetizáló) tevékenységet a szár vette át, ami így nem csak vízraktár. A töviseknek egyrészt árnyékolják a növényt, másrészt védik az állatoktól, a leguruló kőzetdaraboktól. A tövises termésű fajoknál a szaporodást, ill. terjedést is segítik, mivel a horgas tövisek beleakadnak az állatok szőrzetébe, tollába és azok így messze hurcolják őket. Egyes tövisek vizet is fel tudnak venni, főleg a rajtuk lecsapódó harmatból. E vízfelvételi rendszer különös fontosságú lehet egyes genusok esetében, (pl. Copiapoa), melyeknek élőhelyén az évi rendes csapadékmennyiség messze elmarad a nedvességgel telített levegőből reggelre kicsapódó nedvességhez viszonyítva.
Helyzetük szerint megkülönböztetünk:
- közép-, illetve
- peremtöviseket (szélső vagy széltövisek).

Szinte minden kaktuszfajnak egyedi, jellegzetes tövisei vannak, amelyek alakja és elhelyezkedése fontos fajhatározó bélyegük. Van néhány tövistelen faj is.
Az areola nemcsak tövisrügypárna, de ebből fejlődnek ki a virágok (termések) és a hajtások is. Más növények felépítésével összehasonlítva, botanikailag az areola olyan rövidhajtás, mely egyéb levélalapi képződményeket – szőröket és töviseket – is hordoz.

### Viráguk
A kaktuszfajok többségének virágszirmai pártacsőbe forrtak össze. A virágrészek spirálisan helyezkednek el a gyakran csőszerűen megnyúlt virágtengelyen (a receptaculumon). A virágtakaróban fokozatos átmenet figyelhető meg a külső csészeszerű és a belső, színes sziromszerű tagok között. A virágok aktinomorfak, ritkábban enyhén zigomorfak, magházuk alsó állású.
Egyes fajok már 2–3 éves korban termőre fordulnak, mások jóval később. Egyes, mesterséges körülmények között tartott kaktuszok (pl. Cephalocereus, Carnegiaea stb.) csak nagyon ritkán vagy egyáltalán nem virágoznak. A tapasztalat szerint az a kaktusz, ami egyszer már virágzott, megfelelő feltételek esetén megteszi azt máskor is. Sajnos, sok kaktusz virága olyan mint a délibáb, vagyis igen rövid életű – sokszor csak egy napig vagy egy éjszakáig tart, még ha lenyűgözően szép is. A virág az evolúciós okok miatt kimaradt kéket kivéve bármilyen színű lehet. Rendkívül változatos méretük is – a pár milliméterestől egészen a Selenicereus 40 cm átmérőjű (éjjel nyíló) virágáig.
Bár a virágok általános felépítése nagyon hasonló, de a külső lepellevelek mellett lehetnek pikkelyeik – netán töviseik, szőrzetük vagy filcük, és nagyon sokszor ez is fajspecifikus, meghatározó bélyeg. Egyes kaktuszok az ivarérettséget, illetve egy bizonyos fejlettségi fokot elérve ún. cephaliumot növesztenek (lásd: Cereeae tribusz). A cephalium egy tövises, gyapjas szőrüstökös hajtáscsúcs, tulajdonképpen a növény virágzó zónája: ebből nőnek a virágok. Valódi cephaliuma csak a Melocactus és a Discocactus fajoknak van; ezek gömbölyű testén valóságos koronaként ül a szőrös hajtáscsúcs. A cephalium nőni kezd a zöld növénytest befejezi a növekedését, és ezután csak a cephalium, azaz az ivari zóna nő tovább.
Pszeudocephaliumot (álcephaliumot) egyes oszlopos termetű fajok növesztenek. Ezeken, amikor ivarérett korba jutnak, a csúcs közelében, féloldalasan elkezd fejlődni a pszeudocephalium, és követi a kaktusz növekedését, vagyis hosszanti irányban növekszik tovább. Általában a napos oldalon nő, de előfordul, hogy megduplázódik, és átellenesen is megjelenik.

### Termésük
A sokmagvú, húsos, valódi bogyótermés a magházból alakul ki. A termések épp oly változatosak, akár maguk a kaktuszok. Sok faj termését védő tövispárna borítja. A gömbölyű, tojásdad vagy bunkó alakú gyümölcsök közül egyesek alig látszanak ki, mások a kaktusz testében elrejtve fejlődnek, megint mások épp ellenkezőleg, feltűnőek, élénk narancssárgák vagy pirosak, és akár tyúktojásnyira is megnőhetnek. Beérve többségük felhasad (alapja vagy oldala felnyílik), de némelyek zártan esik le a növényről. Egyes fajok gyümölcse beszárad, szétesik, és így teszi szabaddá a magokat. Egy termésben változó számú magot találhatunk – néhánytól akár pár százig. Általában feketék, barnák vagy sárgák, csak egyes Mammillaria fajok magja piros. Méretük a majdhogynem porszemnyi Parodia magokétól a 6–8 mm átmérőjű, lapos Opuntia magokéig változó.
Számos faj termése lédús, húsos, élvezetes ízű; ezek a szó általános értelmében vett kaktuszgyümölcsök (szűkebb értelemben csak a pitaja típusú terméseket nevezik kaktuszgyümölcsnek).

### Rendellenesen növő kaktuszok
Számos kaktuszfaj jellemző rendellenes növekedési formája (teratóma) az úgynevezett kakastaréj (forma cristata). Az ilyen kaktuszok hajtáscsúcsán az osztódó szövet (apikális merisztéma) nem sugárirányban növeszt állandósult sejteket, hanem két, egymással átellenes irányban jóval intenzívebben. Ezzel a henger- vagy gömb alakú helyett a szár lapos és alacsony lesz. Formája nagyon változatos lehet, de többnyire hullámos. A kakastaréj alakok többsége saját gyökerén is megélhet, de ajánlatos többnyire valamilyen, bőségesen tápanyagot szolgáltató alanyra oltani őket.
A taréjból esetenként a normális növényéhez hasonló szár- vagy hajtásrészek is kiválhatnak. Ha ezeket más alanyra oltjuk át, vagy másképpen biztosítjuk nekik a bőséges tápanyagot, nem ritkán újra a kakastaréjjá fejlődnek.
Egy másik teratóma a torz szár (forma monstruosa). Az ilyen kaktuszok csúcsi osztódószövete több részre hasad, és így némileg véletlenszerűen sokcsúcsúvá válik.
Némileg hasonlít az előzőhöz a hajtás (szár) egy- vagy többszörös elágazása (dichotómiája). Ez főleg a Mammillariáknál fordul elő, és valószínűleg nem teratoma, hanem fejlődéstani visszaütés (atavizmus). Egyéb mutációkra leginkább a magról szaporított növényeknél számíthatunk. Ide főleg a klorofillszegény vagy -hiányos növényeket soroljuk; ezek domináns színanyaguk (színanyagaik: karotinoidok, flavonoidok) szerint különféle színűek lehetnek. Azok a példányok, amelyekből teljesen hiányzik a klorofill, csak klorofillt szintetizálni képes alanyra oltva tarthatók életben. A szöveteikben klorofillt szintetizálni képes és képtelen sejtvonalakat hordozó alakoknál (forma variegata) érdekes jelenség, hogy a normális rész (vad típus) rövidhajtásain teljes testében zöld, azaz normális sarjakat hoz, a klorofillmentes részen pedig klorofillmentes (színes) sarjak fejlődhetnek. A kevert sejtvonalakat hordozó rész határán növő sarjak legtöbbször szintén vegyes szövetűek lesznek.
Más típusú rendellenesség, amikor virágrügyből, bimbóból sarj fejlődik, vagy amikor növekedési csúcsból, hajtás csúcsból virág nő.

## Felhasználásuk
Egyes kaktuszok termése szívesen fogyasztott csemege. Főleg a tuna, a fügekaktuszok (Opuntia spp.) húsos termése kedvelt gyümölcs. A közönséges fügekaktusz (Opuntia ficus-indica), a bíbortermő kaktusz (O. cochenillifera) és az O. hernandezi fajok a skarlátvörös színanyagot termelő bíbortetű gazdanövényei. Ebből gyártották a kármin festéket, amit eleinte kelmék, gyógyszerek, kenőcsök festésére, később az orvostudományban szövettani festékként is eredményesen alkalmaztak. Ez az anilinfestékek megjelenéséig több ország (Mexikó, Kanári-szigetek stb.) fő exportterméke volt; azóta a kereslet drasztikusan visszaesett
Amerika sivatagos és félsivatagos tájain főként tűzifának és építőanyagnak használják őket. Az oszlopkaktuszok kiszárított törzséből gerendát, viaszos belükből fáklyát készítenek. A Lophophora williamsiit (peyote, peyotl) meszkalin alkaloidtartalma miatt az őslakó mexikói indiánok eufóriát keltő hatása miatt vallási szertartásokon fogyasztják, de nagyobb mennyiségben életveszélyes is lehet. Hasonló felhasználású Dél-Amerikában a „San Pedro kaktusz” (Trichocereus (syn. Echinopsis) Pachanoi) is. Ehető egyes oszlopkaktusz nemzetségek gyümölcse, a pithaya is.

## Rendszerezés
A rendszerezők többsége a családon belül alcsaládokat, nemzetségcsoportokat és nemzetségeket különít el. A kaktuszféléket a korszerű rendszertanok az alábbi négy alcsaládra osztják (Hunt et al., 2006):
- Cactoideae
- Maihuenioideae
- Opuntioideae
- Pereskioideae

A kaktuszok rendszertana erősen vitatott; sokszor még az egyes nemzetségek lehatárolása is kétséges. A rendszerezés történetében többször előfordult, hogy egyes nemzetségeket széttagoltak, később a fajokat újra egy nemzetségben egyesítették. A DNS-rokonságon alapuló vizsgálatok megerősíteni látszanak több, nagy fajszámú nemzetség (pl. Echinopsis) egységét, míg más, korábban egységesnek hitt genus széttagoltságát (pl. Opuntia, Penicereus, Selenicereus). Sok szakértő és kutató azonban nem fogadja el a korábban önálló nemzetségek egyesítését (pl. a Lobivia genus beolvasztását az Echinopsis nemzetségbe).